# George Carlson (cầu thủ bóng đá)
George Edward Carlson (27 tháng 7 năm 1925 – tháng 8 năm 2006) là một cầu thủ bóng đá người Anh, thi đấu ở vị trí tiền đạo trung tâm ở Football League cho Tranmere Rovers.